# Aster tripolium subsp. pannonicus
Aster tripolium subsp. pannonicus é uma subespécie de planta com flor pertencente à família Asteraceae. 
A autoridade científica da subespécie é (Jacq.) Soó, tendo sido publicada em Bot. Közlem. 22: 64. 1925.

## Portugal
Trata-se de uma subespécie presente no território português, nomeadamente em Portugal Continental.
Em termos de naturalidade é nativa da região atrás indicada.

## Protecção
Não se encontra protegida por legislação portuguesa ou da Comunidade Europeia.